# Старицы (Псковская область)
Старицы — деревня в Себежском районе Псковской области России.
Входит в состав городского поселения Идрица.

## География
Расположена на северном прибрежье озера Свибло, в 25 км к юго-востоку от посёлка городского типа Идрица и в 4 км к югу от бывшего волостного центра Сутоки.

## Население
| 2001 | 2002 | 2010 |
| ---- | ---- | ---- |
| 40   | ↘39  | ↘27  |

Численность населения деревни по оценке на начало 2001 года составляла 40 жителей.

## История
С января 1995 до апреля 2015 года деревня входила в состав ныне упразднённой Красной волости.